# Улица Лётчика Тихомирова
Улица Лётчика Тихомирова — улица в Красносельском районе Санкт-Петербурга. Проходит от улицы Адмирала Трибуца до улицы Адмирала Черокова, пересекает Матисов канал по мосту. Протяжённость улицы составляет около 390 метров.

## История
Название было присвоено 17 января 2017 года в честь Ивана Васильевича Тихомирова.

## Транспорт
Метрополитен: ближайшие станции — «Кировский завод», «Автово», «Ленинский проспект», «Проспект Ветеранов»; ведётся строительство станции «Юго-Западная».
- Автобусные маршруты № 160, 226, 239, 300, 333